# 제5회 미국 작가 조합상
제5회 미국 작가 조합상은 1952년 뛰어난 활동을 보인 영화 작가를 기리기 위해 1953년 2월에 열린 시상식이다. Hollywood Palladium에서 개최되었다.

## 수상 및 후보

### 각본상
- 사랑은 비를 타고 - 벳티 콤든 수상
- 하이 눈 - 칼 포먼 수상
- 말 없는 사나이 - 프랭크 S. 누건트 수상

### 월계수상
- 소냐 레비언 수상